# Johannes V Palaiologos
Johannes V Palaiologos (Grieks: Ίωάννης Ε' Παλαιολόγος, Iōannēs V Palaiologos) (Didymoteicho, november 1331 – Constantinopel, 16 februari 1391) was Byzantijns keizer van 1341 tot 1391.
Ook al duurde zijn bewind een halve eeuw, toch moet het worden gezien als het één langdurige crisis, waarbij herhaaldelijk buitenlandse machten (de Italiaanse zeemogendheden, de Bulgaren, Serviërs en Turken) door één of andere partij te hulp geroepen werden.
Johannes V zag zijn troon vooreerst betwist door zijn (latere) schoonvader en (mede)keizer Johannes VI, later door zijn zoon Andronikos IV en zijn kleinzoon Johannes VII; zijn tweede zoon, Manuel II, fungeerde als medekeizer sedert 1373 en volgde hem op in 1391.

## Johannes VI Kantakouzenos
Johannes V Palaiologos werd geboren als de zoon van Andronikos III Palaiologos en Anna van Savoye. Toen Andronikos III stierf, wierp Johannes Kantakouzenos zich op als regent voor de nog maar negenjarige troonopvolger Johannes V, riep zich nadien zelf uit als Byzantijns keizer met als gevolg dat er een burgeroorlog uitbrak (1341-1347). Van deze chaos maakte Stefan Uroš IV Dušan van Servië gebruik om het leeuwendeel van de Balkan te veroveren en Orhan I van het Ottomaanse Rijk, Anatolië. Niettemin trok Johannes VI aan het langste eind. Zijn regering begon met de Zwarte Dood (1347) en later met een inval van de republiek Genua, die op hun beurt de pest in West-Europa zouden introduceren. De rest is één langdurige crisis van politieke (strijd om de troon), sociale (adel tegen volk) en religieuze (hesychasme) aard. Toen Johannes VI zijn zoon Mattheüs Asanes Kantakouzenos als mede-keizer uitriep, brak een nieuwe burgeroorlog uit (1352-1357). Met steun van het volk en van de republiek Venetië kon Johannes V zijn troon terugwinnen.

## Herovering van Griekenland
Na de dood van Stefan Uroš IV  in 1355 huwde hij zijn zoon Andronikos IV Palaiologos uit aan de dochter van Bulgaarse Tsaar, zocht toenadering met Lodewijk I van Hongarije en viel Servië binnen.

## Verlies van Adrianopel
Adrianopel, de tweede stad van het Byzantijnse Rijk, die in 1366 de Europese residentie van de sultans werd, werd in 1365 veroverd door de nieuwe Ottomaanse sultan Murat I. Johannes' neef Amadeus VI van Savoye snelde hem te hulp met een nieuwe kruistocht (Savoyarden kruistocht), stuitte de Turkse opmars op de Balkan en heroverde Gallipoli

## Bedeltocht doorheen Europa
De kruistocht was niet gratis en nu moest Johannes V op zoek naar geld. Zijn tocht leidde hem eerst naar Rome, waar hij werd ontvangen door Paus Urbanus V en daarna naar de Republiek Venetië, waar hij werd gevangengezet, wegens onbetaalde schulden. Na het betalen van het losgeld keerde hij onverrichter zake naar Constantinopel terug. Ondertussen had Murat I een groot deel van de zuidelijke Balkan ingelijfd. De vorsten van Servië en Bulgarije werden vazallen van de sultan.

## Opstand van de zonen
Financieel gans blut, gaf Johannes V zich over aan Murat I. Wat volgde is de opstand van zijn zoon Andronikos IV Palaiologos en op hetzelfde moment revolteerde Savci Bey, de zoon van Murat I, tegen zijn vader. De vaders spanden samen tegen de zonen, de vaders wonnen en lieten de ogen van hun zonen uitsteken. Savci Bey zou aan zijn verwondingen sterven. Op wraak belust zocht Adronikos IV toenadering tot de Republiek Genua; met hun hulp veroverde hij Constantinopel en zette Johannes V gevangen (1376). Met de hulp van de Republiek Venetië en Murat I kon Johannes V zijn troon heroveren (1379). In 1381 werd er tussen alle partijen vrede gesloten en werd Johannes V de vazal van Murat I.

## Laatste jaren
Murat I werd vermoord tijdens de Slag op het Merelveld (1389). Johannes VII Palaiologos, de kleinzoon van Johannes V, zocht toenadering tot de nieuwe sultan Bayezid I om zich, mits vele toegiften, op de troon te plaatsen. Gedurende vijf maanden van het jaar 1390 zou hij keizer zijn. Manuel II Palaiologos, de tweede zoon van Johannes V, stootte hem van de troon en zou in 1391, toen Johannes V stierf, de nieuwe keizer worden.

## Voorouders
| Voorouders van Johannes V Palaiologos (1331-1391) | Voorouders van Johannes V Palaiologos (1331-1391)                      | Voorouders van Johannes V Palaiologos (1331-1391)                      | Voorouders van Johannes V Palaiologos (1331-1391)                        | Voorouders van Johannes V Palaiologos (1331-1391)                        | Voorouders van Johannes V Palaiologos (1331-1391)                    | Voorouders van Johannes V Palaiologos (1331-1391)                    | Voorouders van Johannes V Palaiologos (1331-1391)                             | Voorouders van Johannes V Palaiologos (1331-1391)                             |
| ------------------------------------------------- | ---------------------------------------------------------------------- | ---------------------------------------------------------------------- | ------------------------------------------------------------------------ | ------------------------------------------------------------------------ | -------------------------------------------------------------------- | -------------------------------------------------------------------- | ----------------------------------------------------------------------------- | ----------------------------------------------------------------------------- |
| Overgrootouders                                   | Andronikos II Palaiologos (1258-1332) ∞ Anna van Hongarije (1260-1281) | Andronikos II Palaiologos (1258-1332) ∞ Anna van Hongarije (1260-1281) | Leo III van Armenië (1236–1289) ∞ Keran, Koningin van Armenië (162–1285) | Leo III van Armenië (1236–1289) ∞ Keran, Koningin van Armenië (162–1285) | Thomas van Savoye (1199-1259) ∞ Beatrix Fieschi (-1283)              | Thomas van Savoye (1199-1259) ∞ Beatrix Fieschi (-1283)              | Jan I van Brabant (±1252–1294) ∞ +/-1273 Margaretha van Dampierre (1251-1285) | Jan I van Brabant (±1252–1294) ∞ +/-1273 Margaretha van Dampierre (1251-1285) |
| Grootouders                                       | Michaël IX Palaiologos ∞ Rita van Armenië (1278-1333)                  | Michaël IX Palaiologos ∞ Rita van Armenië (1278-1333)                  | Michaël IX Palaiologos ∞ Rita van Armenië (1278-1333)                    | Michaël IX Palaiologos ∞ Rita van Armenië (1278-1333)                    | Amadeus V van Savoye (1249-1323) ∞ Maria van Brabant (1278-1338)     | Amadeus V van Savoye (1249-1323) ∞ Maria van Brabant (1278-1338)     | Amadeus V van Savoye (1249-1323) ∞ Maria van Brabant (1278-1338)              | Amadeus V van Savoye (1249-1323) ∞ Maria van Brabant (1278-1338)              |
| Ouders                                            | Andronikos III Palaiologos (1296-1341) ∞ Anna van Savoye (1306-1365)   | Andronikos III Palaiologos (1296-1341) ∞ Anna van Savoye (1306-1365)   | Andronikos III Palaiologos (1296-1341) ∞ Anna van Savoye (1306-1365)     | Andronikos III Palaiologos (1296-1341) ∞ Anna van Savoye (1306-1365)     | Andronikos III Palaiologos (1296-1341) ∞ Anna van Savoye (1306-1365) | Andronikos III Palaiologos (1296-1341) ∞ Anna van Savoye (1306-1365) | Andronikos III Palaiologos (1296-1341) ∞ Anna van Savoye (1306-1365)          | Andronikos III Palaiologos (1296-1341) ∞ Anna van Savoye (1306-1365)          |